# Miranda dels Ecos
La Miranda dels Ecos de 1.223 m. es troba al massís de Montserrat (Catalunya), la qual és el mirador més solitari de la regió remota dels Ecos.
Aquest cim està inclòs al llistat dels 100 cims de la FEEC.

## Descripció
Per assolir-ne el cim cal superar una canal molt vertical, però no cal arribar al punt culminant dels Ecos per sentir-ne la màgia: des de la base de la miranda podrem grimpar amb facilitat fins al cim de la Roca de Migdia. Ens trobarem en un característic altiplà montserratí que ens oferirà unes vistes fantàstiques sobre la paret i el cim de Sant Jeroni. A ponent també tindrem una grandiosa panoràmica sobre els centenars de monòlits que configuren les regions d'Agulles i Frares. La primera ascensió als cims dels Ecos fou realitzada el 14 de maig del 1922 per Lluís Estasen i Pau Giménez. Penetraren en aquesta regió emprant els senders dels carboners i obriren camí nou amb l'ajuda de tisores de podar. L'obstacle més important (la muralla oriental dels Ecos) fou superat gràcies a la canal dels Micos. Aquesta canal vertical es puja amb l'ajuda de les abundants arrels de teix i, actualment, disposa d'una instal·lació que n'assegura l'ascens. Si ens atrevim a escalar-la, assolirem el cim de la miranda dels Ecos. No obstant això, l'itinerari alternatiu descrit a continuació per la Canal de la Salamandra és molt més fàcil i no pas menys bonic.

## Accés
Deixem el cotxe a Santa Cecília i pugem fins a la Canal de la Salamandra. Sortim de la canal i pugem pel sender costerut entre savines i alzines solitàries fins al peu de l'agulla de la Salamandra. En aquest punt, el camí fa un tomb a la dreta i s'endinsa a l'alzinar. Travessarem un replà rocallós i, just després de tornar a penetrar al bosc, veurem que surt un corriol a mà dreta que enfila per un pendent pedregós (fita). Anem guanyant altitud per un fort pendent fins al coll de Salamandra, que ens barra el pas amb un gran ressalt vertical. Ens desviem a l'esquerra seguint un corriol desdibuixat que ressegueix la base del serrat del Patufet fins a arribar a un coll. Des d'ací podem pujar fins a la miranda dels Ecos (hi ha trams molt verticals) o fer una grimpada curta i fàcil fins al cim pla i allargat de la Roca de Migdia, on fruirem de bones vistes de la miranda i el seu entorn.